# Кет Четтхарат
Кет Четтхарат (*тай. พญาเกสเชษฐราช; 1480 — 1525) — 12-й володар держави Ланна у 1525—1538 і 1543—1545 роках.

## Життєпис
Син володаря Йотчіанграя. За правління батька був намісником Муангной. 1525 року після смерті свого брата Кео за підтримки знаті посів трон. При цьому значно збільшився вплив аристократії на противагу авторитету монархії. Тому Кет намагався придушити надмірні амбіції знаті.
У 1530 році в палаці Кета сталася пожежа, ймовірно, внаслідок підпалу. Поступово боротьба між групами аристократії, інтриги при дворі послабили вплив і політичну вагу Кета. 1535 року повстав Мон Соісамлан, але його невдовзі було переможено, захоплено і страчено.
У 1538 році Кет Четтхарата було повалено внаслідок заколоту військовиків та сановників. Колишнього правителя було відправлено до Муангною. Новим правителем (пхахаєю) став його син син тхао Чай, що прийняв ім'я Сайкхам. 1543 року після загибелі останнього Кет був повернутий на трон. Але вже 1545 року загинув внаслідок нового заколоту. Влада перейшла до його доньки Чірапрапхі.